# Gregory Meeks
Gregory Weldon Meeks (ur. 25 września 1953 w Nowym Jorku) – amerykański polityk, członek Partii Demokratycznej.

## Działalność polityczna
Od 1992 do 1998 zasiadał w New York State Assembly. W okresie od 3 lutego 1998 do 3 stycznia 2013 przez osiem kadencji był przedstawicielem 6. okręgu, a od 3 stycznia 2013 jest przedstawicielem 5. okręgu wyborczego w stanie Nowy Jork w Izbie Reprezentantów Stanów Zjednoczonych.